# Vasque de Lucène
Vasco de Lucena, francisé en Vasque de Lucène, né vers 1435 au Portugal dans le diocèse de Coïmbre, mort le 31 décembre 1512 à Louvain, est un lettré portugais qui devint homme de cour dans les Pays-Bas bourguignons, traducteur et diplomate.

## Biographie
Il quitta très jeune son pays natal en compagnie d'un compatriote nommé Fernando de Lucena (Fernand de Lucène) qui était sans doute son frère aîné. Dès 1449, Fernand est mentionné comme bachelier à la Faculté des arts de l'Université de Paris. Le 5 décembre 1450, ils s'inscrivirent tous deux à l'Université de Cologne. En 1454, ils figurent dans le registre de la nation de France de l'Université de Paris, Vasque parmi les incipientes avec une bourse de cinq sous, Fernand parmi les licenciandi et magistrandi. L'année suivante, Vasque est à son tour candidat à la licence et à la maîtrise.
On les retrouve tous deux, quelques années plus tard, au service de la dynastie bourguignonne : la duchesse Isabelle de Portugal et son fils Charles le Téméraire. Il y a beaucoup de Portugais à la cour bourguignonne à l'époque, du fait de l'origine de la duchesse, mariée à Philippe le Bon en 1430. À partir de 1457, la duchesse vit retirée dans le château de la Motte-aux-Bois, près de Morbecque. Des annotations sur les manuscrits de ses textes attestent que Vasque de Lucène a séjourné à la Motte-au-Bois dans l'entourage de la duchesse.
En 1465, Vasque se trouvait au château de Conflans-en-Jarnisy avec Charles le Téméraire, alors comte de Charolais, et deux hauts seigneurs, Jean de Créquy et Jean de Calabre (ce dernier maître des lieux) l'incitèrent à reprendre une traduction de Quinte-Curce qu'il avait entamée trois ans auparavant, puis laissée en plan. Cette traduction fut achevée en 1468 à la Motte-au-Bois, chez la duchesse Isabelle, et dédiée à Charles le Téméraire devenu duc. Ensuite ce dernier lui demanda de traduire la Cyropédie de Xénophon, tâche qu'il mena à terme en 1470.
Vasque était aussi devenu conseiller ducal. Il accompagna le duc Charles dans sa campagne militaire contre les Liégeois en octobre 1467, ce qui lui valut une gratification de vingt-quatre livres, sa première apparition dans les registres de la chambre des comptes de Lille. Le 15 septembre 1471, il fut désigné, avec Philippe de Croÿ, Guillaume de Rochefort et Pierre Bogaert, pour une ambassade que le duc Charles envoya à Rome. En octobre 1473, il reçut des draps d'or, d'argent et de laine et plusieurs aunes de satin cramoisi pour faire bonne figure à l'entrevue de Trèves entre le duc et l'empereur Frédéric III. Un document de la chambre des comptes de Lille daté du 27 décembre 1480 indique que des arriérés de gages lui étaient alors dus pour des ambassades auprès du roi d'Angleterre « et ailleurs ».
Après la mort de Charles le Téméraire en 1477, Vasque de Lucène resta au service de sa veuve Marguerite d'York († en 1503 à Malines), dont il était l'échanson et l'« orator » (c'est-à-dire son mandataire dans les affaires religieuses). Il appartenait à la cour des Pays-Bas bourguignons, qui séjournait notamment à Bruges, Gand et Malines. Son frère aîné Fernand de Lucène habitait Malines. À la fin de sa vie, il fut conseiller et maître d'hôtel du futur Charles Quint.

## Travaux littéraires

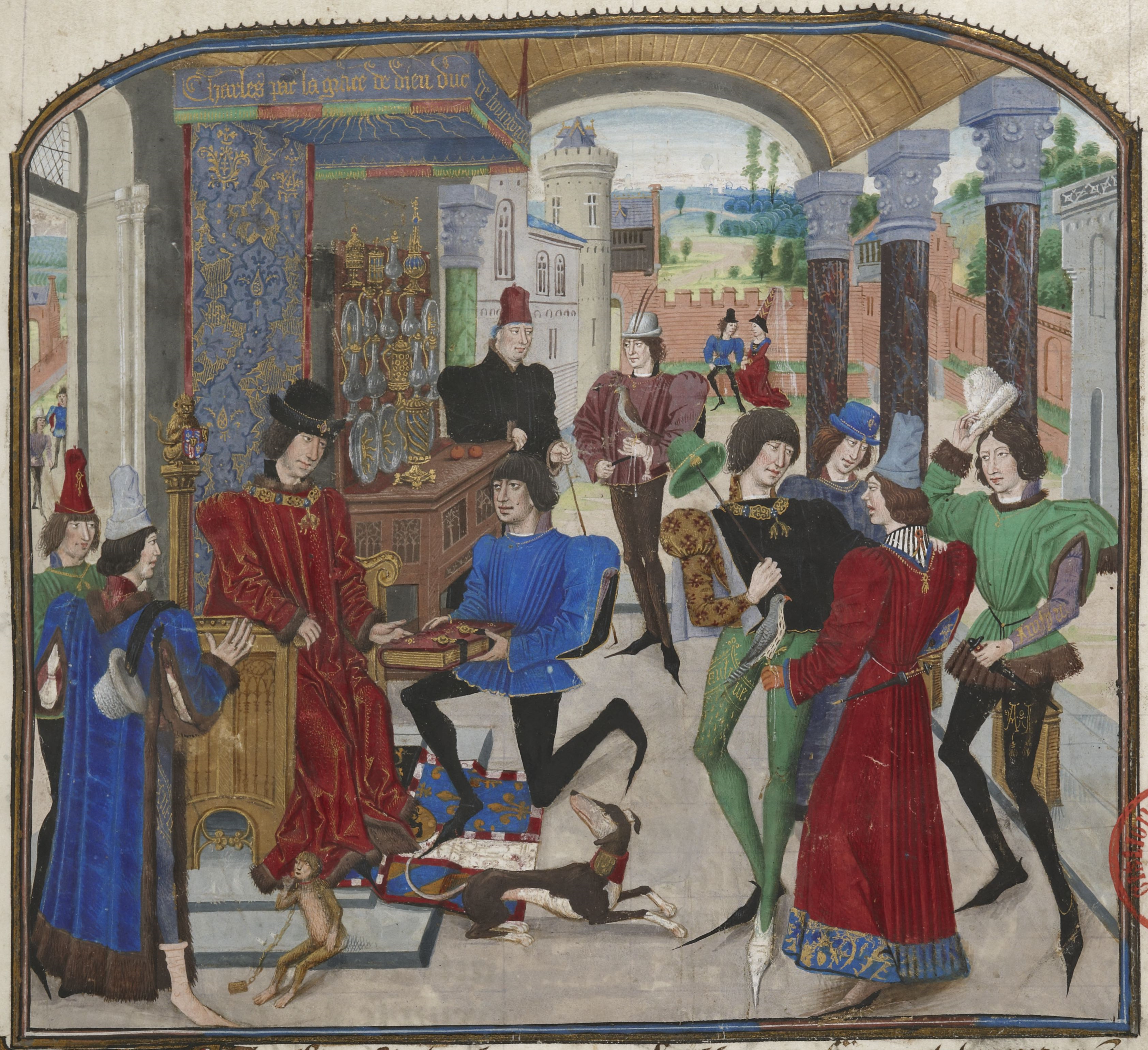
Vasque de Lucène remettant sa traduction de lHistoire d'Alexandre de Quinte-Curce à Charles le Téméraire.

Vasque de Lucène est connu comme traducteur. D'une part, on lui attribue sans certitude une traduction en portugais, intitulée Vida e feitos de Julio Cesar, de la biographie de Jules César en ancien français appelée Li Fet des Romains ; connue par un seul manuscrit conservé à la bibliothèque de l'Escorial, elle est antérieure à 1466.
Ses deux traductions certaines sont du latin au moyen français :
- Les faiz et conquestes d'Alexandre le Grant, traduction de l'Histoire d'Alexandre de Quinte-Curce, réalisée entre 1461 et 1468 et dédiée à Charles le Téméraire ; comme le texte latin survivant est incomplet (les livres I et II, la fin du livre V et le début du livre VI, et des parties du livre X ont disparu), le traducteur a comblé les lacunes à partir d'autres sources[3] ; très grand succès à la cour bourguignonne, avec une quarantaine de manuscrits copiés, dont trente-quatre subsistent ; la plupart des manuscrits introduits par une illustration montrant Vasque offrant sa traduction au duc Charles.
- Le Traitté des faiz et haultes prouesses de Cyrus, traduction de la version latine réalisée par Poggio Bracciolini, pour le pape Nicolas V, de la Cyropédie de Xénophon ; ouvrage commandé par le duc Charles et livré en 1470.

Alexandre de Laborde signale dans son catalogue Les principaux manuscrits à peintures conservés dans l'ancienne Bibliothèque impériale de Saint-Pétersbourg (1936) un volume de traductions de textes de saint Augustin et de saint Bernard (notamment, de ce dernier, le De diligendo Deo) réalisées par Vasque de Lucène pour la très pieuse Marguerite d'York. Malheureusement ce manuscrit unique a été détruit en 1944.
Vasque de Lucène a été longtemps présenté par erreur comme l'auteur de la traduction en moyen français du texte espagnol Triunfo de las doñas de Juan Rodríguez de la Cámara, offerte en 1460 au duc Philippe le Bon. Cette traduction, Le triumphe des dames, est notamment conservée dans le beau manuscrit illustré n° 10778 de la Bibliothèque royale de Belgique. Dans une exposition de 1959, l'artiste illustrateur était encore baptisé « Maître de Vasque de Lucène ». En fait cette traduction, comme indiqué clairement au début du codex, est de Fernand de Lucène, le probable frère aîné de Vasque.

## Éditions
- Les faiz et conquestes d'Alexandre le Grant ont fait l'objet de plusieurs éditions imprimées au XVIe siècle. Plus récemment, il en existe une traduction partielle en français moderne dans : Danielle Régnier-Bohler (éd.), Splendeurs de la cour de Bourgogne. Récits et chroniques, Paris, Robert Laffont (Bouquins), 1995, p. 565-627.
- Danielle Gallet-Guerne (éd.), Vasque de Lucène et la Cyropédie à la cour de Bourgogne (1470). Le traité de Xénophon mis en français d'après la version latine du Pogge. Étude. Édition des livres I à V, Travaux d'Humanisme et Renaissance 140, Genève, Droz, 1974.